# Pont-Melvez
Pont-Melvez is een gemeente in het Franse departement Côtes-d'Armor (regio Bretagne) en telt 653 inwoners (2005). De plaats maakt deel uit van het arrondissement Guingamp.

## Geografie
De oppervlakte van Pont-Melvez bedraagt 22,7 km², de bevolkingsdichtheid is 28,8 inwoners per km².

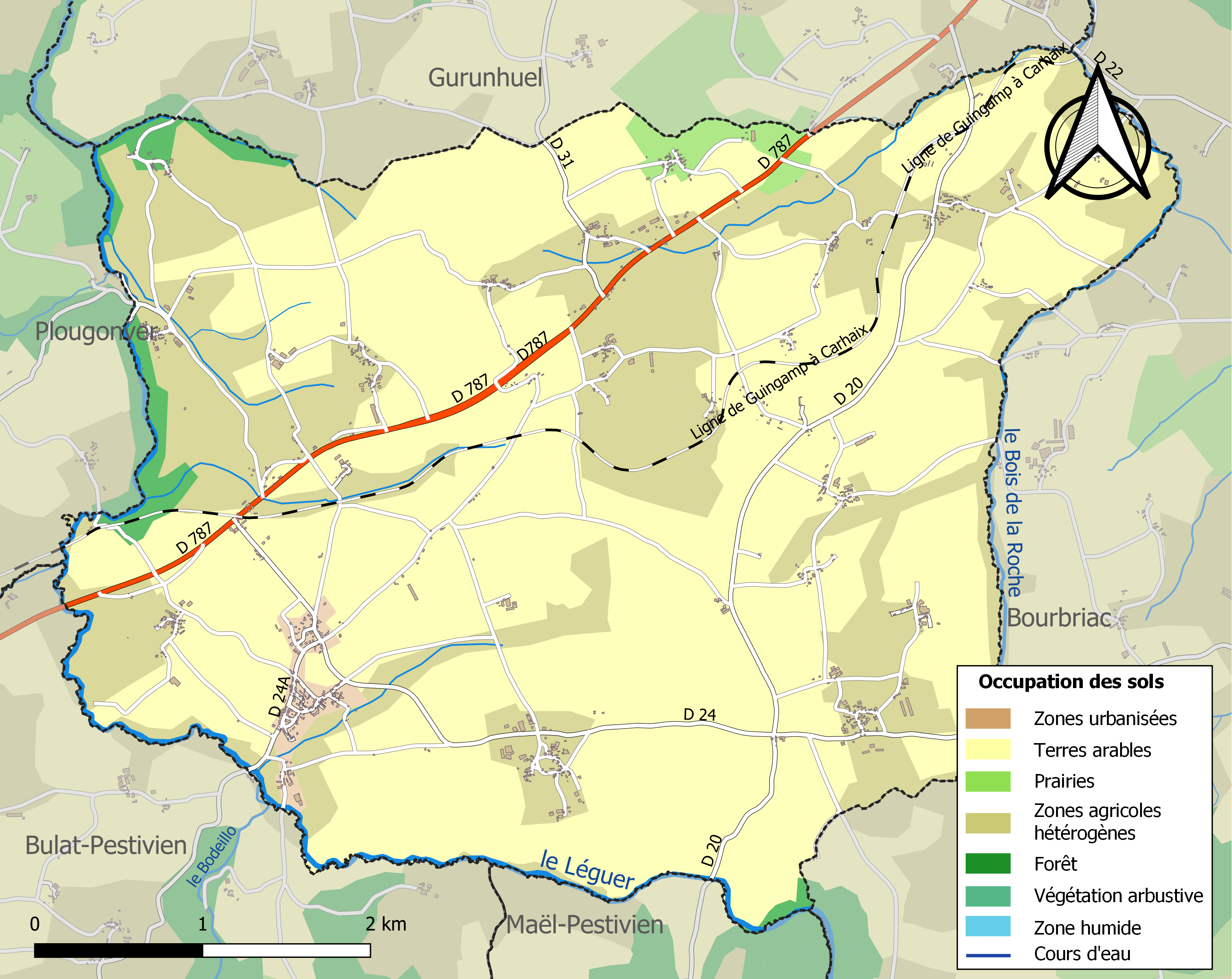
Kaart van de gemeente met de belangrijkste infrastructuur, bodemgebruik en omliggende gemeenten

## Verkeer en vervoer
In de gemeente liggen de spoorweghaltes Coat-Guégan en Pont-Melvez.

## Demografie
Onderstaande figuur toont het verloop van het inwonertal (bron: INSEE-tellingen).

1. ↑  Populations de référence 2022.